# Ordem dos Camaldulenses

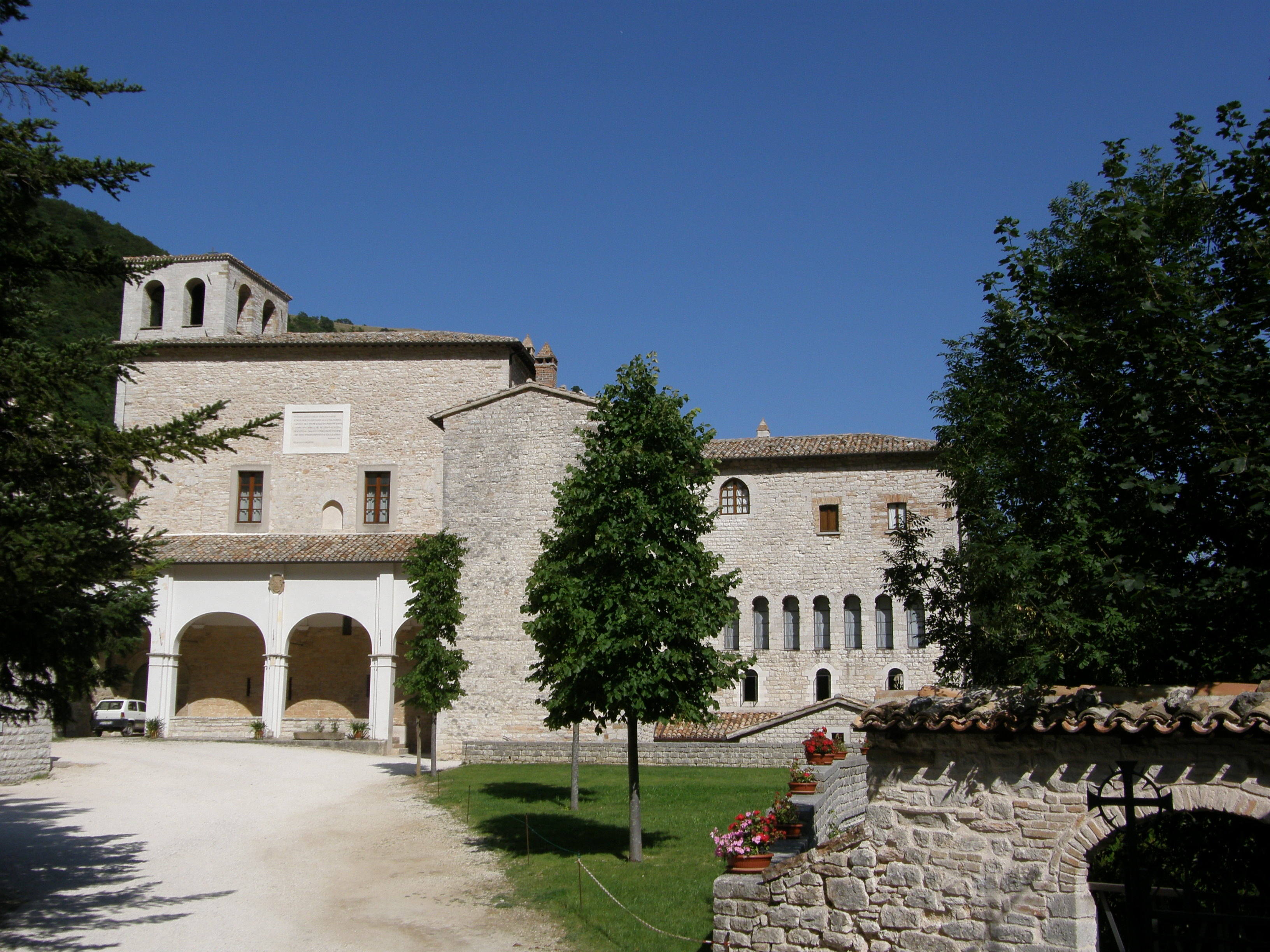
Mosteiro dos Monges Camaldulenses de Fonte Avellana, na Itália.

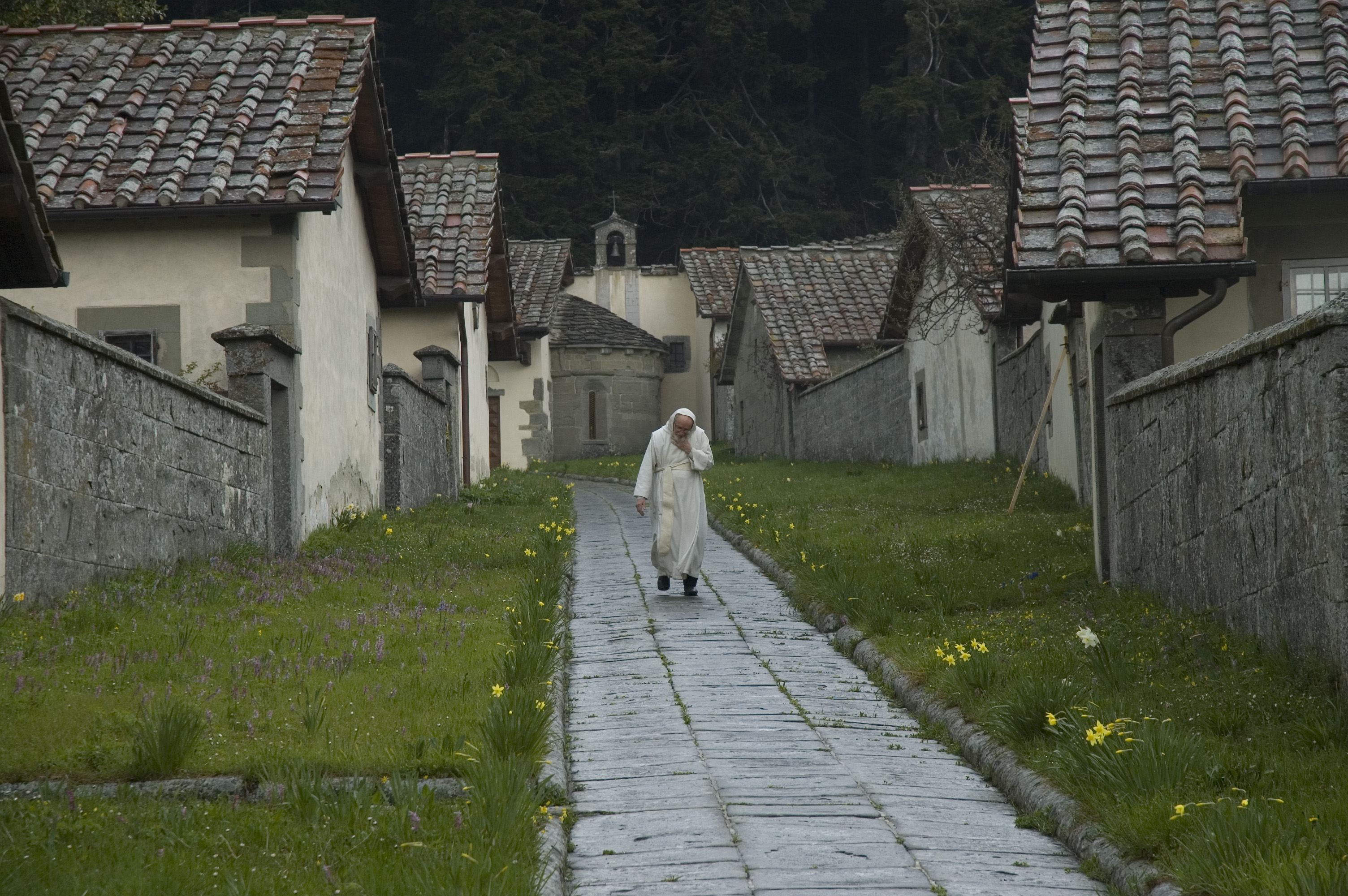
Um monge camaldulense caminha entre as celas do seu eremitério.

A Ordem dos Camaldulenses (Latim: Ordo Sancti Benedicti Camaldulensis), (O.S.B.Cam.) também conhecida como Congregação Camaldulense da Ordem de São Bento é uma ordem religiosa católica de clausura monástica pertencente à família dos Beneditinos, fundada por São Bento de Núrsia no século VI. O ramo Camaldulense estabeleceu-se graças aos esforços do monge italiano São Romualdo de Ravena, no início do segundo milénio, no Sagrado Ermitério de Camaldoli, no cimo das montanhas centrais de Itália, perto de Arezzo. A sua reforma pretendia renovar e reintegrar a dimensão solitária da vida monástica sendo, por isso, uma Ordem essencialmente contemplativa. De origem italiana, espalha-se, actualmente, por todo o país. O mosteiro mais antigo da Ordem, ainda em funções, fica no centro de Roma e foi fundado pelo Papa São Gregório Magno no século VI.
A Ordem está, actualmente, dividida em duas congregações autónomas. Uma tem sede nas montanhas de Camaldoli, englobando diversos mosteiros e ermitérios. A outra, a Congregação de Monte Corona, foi fundada pelo reformador renascentista São Paulo Gustiniani, e compõe-se de grupos muito reduzidos de monges ou mesmo de monges que vivem isolados em ermitérios.
Existem monges Camaldulenses nos Estados Unidos (a partir de 1958), Brasil, Índia, França, Polónia, Portugal, Espanha (Miranda de Ebro - Burgos), Colômbia (Monte Corona) e na Tanzânia.

## Papas Camaldulenses
| Papa              | Inicio                 | Término               | Período de Pontificado |
| ----------------- | ---------------------- | --------------------- | ---------------------- |
| Papa Pascoal II   | 13 de Agosto de 1099   | 21 de Janeiro de 1118 | 18 anos, 161 dias      |
| Papa Gregório XVI | 2 de Fevereiro de 1831 | 1 de Junho de 1846    | 15 anos, 119 dias      |